# Daryl Janmaat
Daryl Janmaat (ur. 22 lipca 1989 w Leidschendam-Voorburg) – holenderski piłkarz który występował na pozycji obrońcy. 
W latach 2012–2018 wielokrotny reprezentacji Holandii.  Brązowy medalista Mistrzostw Świata w 2014 roku. 
W swojej karierze występował w takich klubach jak: Newcastle, Watford, Feyenoord, Heerenveen, ADO Den Haag.

## Kariera klubowa
Swoją karierę piłkarską Janmaat rozpoczął w klubie Feyenoord. W 2007 roku został zawodnikiem ADO Den Haag. 5 października 2007 zadebiutował w jego barwach w rozgrywkach Eerste divisie w wygranym 3:1 domowym meczu z FC Zwolle. W ADO występował przez jeden sezon. Latem 2008 roku Janmaat przeszedł do SC Heerenveen. Swój debiut w nim zanotował 31 sierpnia 2008 w zwycięskim 3:2 wyjazdowym meczu z FC Volendam. W 2009 roku zdobył z Heerenveen Puchar Holandii. W sezonie 2009/2010 stał się podstawowym zawodnikiem Heerenveen. W Heerenveen grał do końca sezonu 2011/2012. Latem 2012 roku Janmaat przeszedł do Feyenoordu Rotterdam na zasadzie wolnego transferu. W klubie tym zadebiutował 12 sierpnia 2012 w wygranym 1:0 wyjazdowym spotkaniu z FC Utrecht.
Latem 2014 roku Janmaat przeszedł do Newcastle United. Spędził w nim 2 lata swojej kariery. Po sezonie 2015/16 odszedł z klubu w ze spadkiem z Premier League do niższego szczebla rozrywkowego (Championship).
W sierpniu 2016 roku przeszedł do angielskiego Watford. Rozegrał w nim 76 meczów ligowych, w których strzelił 5 bramek i zaliczył. Łącznie w Watford spędził cztery lata kariery.
Jego ostatnim klubem w karierze było holenderskie ADO Den Haag, przeniósł się do niego 29 grudnia 2020 roku i spędził w nim ponad rok.
1 lipca 2022 roku ogłosił zakończenie piłkarskiej kariery.

## Kariera reprezentacyjna
W latach 2009–2011 Janmaat rozegrał 11 meczów i strzelił 3 gole w reprezentacji Holandii U-21. 7 września 2012 zadebiutował w dorosłej reprezentacji w wygranym 2:0 meczu eliminacji do MŚ 2014 z Turcją, rozegranym w Amsterdamie. 
Na MŚ 2014 w Brazylii był podstawowym graczem Holandii, z którą sięgnął po brązowy medal.
W 2018 roku zakończył reprezentacyjną karierę.

## Statystyki kariery
| Sezon   | Klub             | Kraj     | Rozgrywki      | Mecze | Bramki |
| ------- | ---------------- | -------- | -------------- | ----- | ------ |
| 2007/08 | ADO Den Haag     | Holandia | Eerste divisie | 25    | 2      |
| 2008/09 | SC Heerenveen    | Holandia | Eredivisie     | 10    | 0      |
| 2009/10 | SC Heerenveen    | Holandia | Eredivisie     | 28    | 0      |
| 2010/11 | SC Heerenveen    | Holandia | Eredivisie     | 24    | 3      |
| 2011/12 | SC Heerenveen    | Holandia | Eredivisie     | 22    | 2      |
| 2012/13 | Feyenoord        | Holandia | Eredivisie     | 32    | 3      |
| 2013/14 | Feyenoord        | Holandia | Eredivisie     | 30    | 2      |
| 2014/15 | Newcastle United | Anglia   | Premier League | 37    | 1      |
| 2015/16 | Newcastle United | Anglia   | Premier League | 32    | 3      |
| 2016/17 | Newcastle United | Anglia   | Championship   | 2     | 0      |
| 2016/17 | Watford          | Anglia   | Premier League | 27    | 2      |
| 2017/18 | Watford          | Anglia   | Premier League | 23    | 3      |
| 2018/19 | Watford          | Anglia   | Premier League | 18    | 0      |
| 2019/20 | Watford          | Anglia   | Premier League | 8     | 0      |
| 2020/21 | ADO Den Haag     | Holandia | Eredivisie     | 4     | 0      |
| 2021/22 | ADO Den Haag     | Holandia | Eerste divisie | 9     | 0      |

## Sukcesy

### SC Heerenveen
- Puchar Holandii: 2008/09
- Uczestnik Ligi Europejskiej: 2009/10

### Newcastle
- Championship: 2016/17

### Feyenoord
- Uczestnik Ligi Europejskiej: 2012/13, 2013/14

### Reprezentacja Holandii
- Mistrzostwa Świata 2014: 3. miejsce